# Canon RF 100mm f/2.8L Macro IS USM
El Canon RF 100mm f/2.8L Macro IS USM és un teleobjectiu fix i macro de la sèrie L amb muntura Canon RF.
Aquest, va ser anunciat per Canon el 14 d'abril de 2021, amb un preu de venda suggerit de 1.700€.
Actualment, és l'objectiu fix i macro de Canon amb major focal.
Aquest objectiu s'utilitza sobretot per macrofotografia.
El 2022, aquest objectiu va guanyar el premi de Technical Image Press Association (TIPA) com a millor objectiu macro.

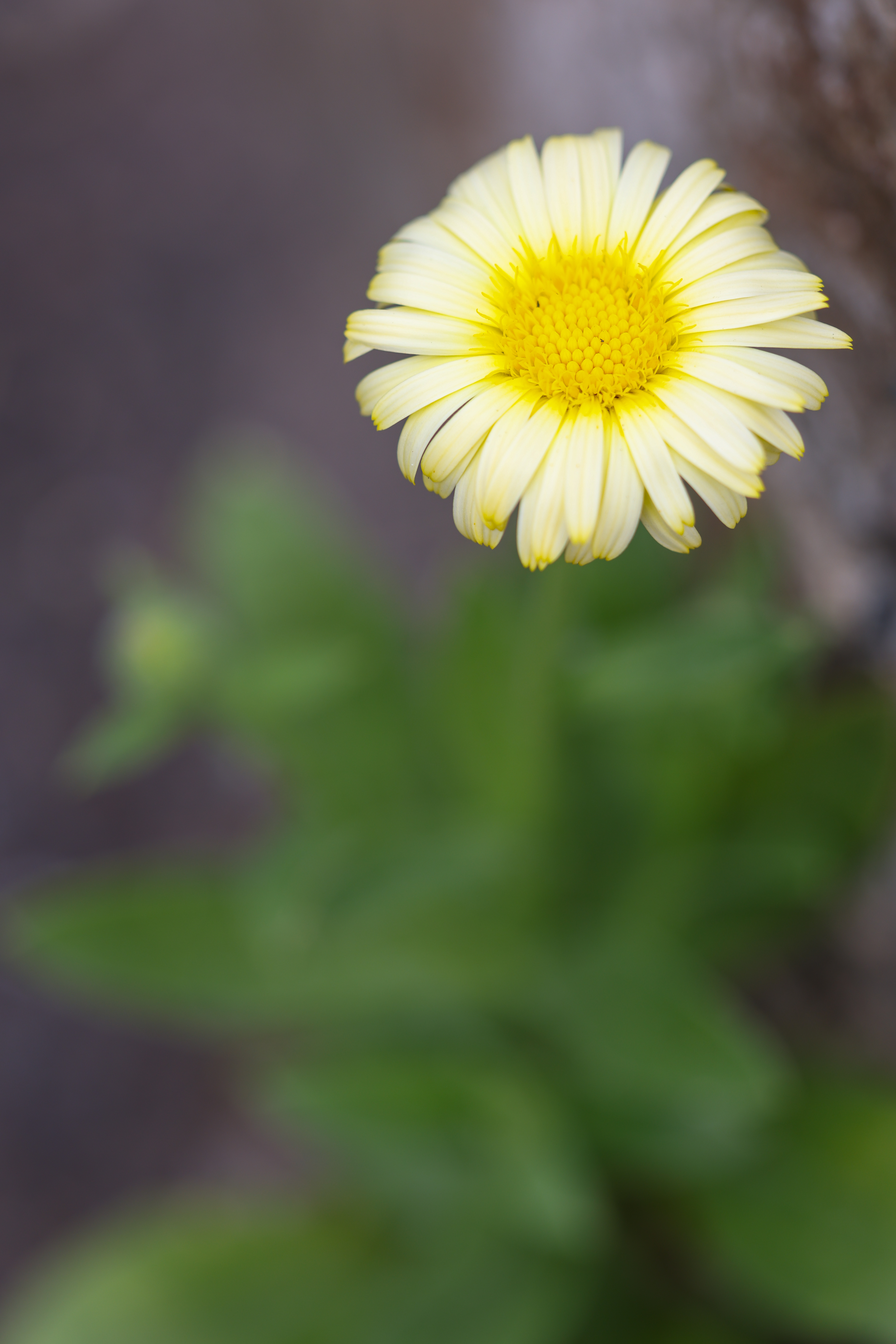
Flor fotografiada amb el Canon RF 100mm f/2.8L Macro IS USM

## Característiques
Les seves característiques més destacades són:
- Distància focal: 100mm
- Obertura: f/2.8 - 32
- Motor d'enfocament: USM (Motor d'enfocament ultrasònic, ràpid i silenciós)
- Estabilitzador d'imatge de 5 passes
- Distància mínima d'enfocament: 26cm
- Rosca de 67mm
- Ampliació màxima: 1,4x
- Distorsió òptica de 0,29% (tipus coixí) en format RAW.[5]
- A f/2.8 l'ombrejat de les cantonades és de gairebé dues passes, aquest efecte a f/4 ja disminueix molt i a f/8 és poc rellevant.
- A f/5.6 és on l'objectiu mostra la seva màxima qualitat òptica.[5]

## Construcció[6]
- La muntura i algunes parts internes són metàl·liques, però la resta e parts són de plàstic.
- El diafragma consta de 9 fulles, i les 17 lents de l'objectiu estan distribuïdes en 13 grups.
- Incorpora un revestiment súper spectra (ajuda a reduir els efectes fantasma), i un recobriment frontal de fluor per resistir la brutícia i taques.

## Accessoris compatibles[7]
- Tapa E-67 II
- Parasol ET-73C
- Filtres de 67mm
- Tapa posterior RF
- Estoig LP1222[6]
- Suport de trípode de tipus anella B

## Objectius similars amb muntura Canon RF
- Laowa 100mm F2.8 2X Ultra Macro APO[8]